# Бетмен почиње
Бетмен почиње (енгл. Batman Begins) је суперхеројски филм из 2005. године заснован на измишљеном лику из стрипова Ди си комикса, Бетмену. Кристофер Нолан је режирао филм, а главну улогу игра Кристијан Бејл. У осталим улогама наступају Мајкл Kејн, Гари Олдман, Лијам Нисон, Kејти Холмс, Kилијан Мерфи, Морган Фримен, Kен Ватанабе, Том Вилкинсон и Рутгер Хауер. Филм је обновио филмски серијал о Бетмену, а причом се враћа на порекло Бруса Вејна, његов први сусрет са шишмишима, смрт његових родитеља и преузимање новог идентитета.
Након низа неуспешних пројеката који би оживели Бетмена на филму након критичког и комерцијалног неуспеха филма Бетмен и Робин, Нолан и Дејвид Гојер су 2003. почели да раде на филму примењујући мрачнији и реалистичнији тон, са хуманошћу и реализмом као темељима филма. Циљ је био да публику једнако привлачи и Брус Вејн и Бетмен. Филм, који се снимао у Енглеској и Чикагу, ослањао се на традиционалне каскадерске секвенце и минијатуре - дигитални захвати су били минимални. За филм су осмишљени нови Бетмобил и мобилнији Бет-костим.
Бетман почиње је био критички и комерцијални успех. Премијерно је приказан 15. јуна 2005. у САД и Канади у 3.858 биоскопа. У првом викенду је зарадио 48 милиона долара, а укупна зарада је досегла бројку од 374 милиона долара. На сајту Rotten Tomatoes стоји податак о 84% позитивних рецензија. Критичари су наглашавали да је страх био доминантна тема и да је филм мрачнији од претходних филмова о Бетмену. Наставак назван Мрачни Витез изашао је у јуну 2008. Режирао га је такође Нолан, а главну улогу је репризирао Бејл. Филм је популаризовао обнављање франшиза у Холивуду.

## Радња
Осмогодишњи Брус Вејн пада у пећину где наилази на рој шишмиша. Након што је развио страх од шишмиша, у опери натера родитеље да изађу са представе јер се у њој појављују ликови слични шишмишима. Испред позоришта их опљачка Џо Чил који убија његове родитеље. Иако Чила касније хапсе, Брус окривљује самог себе због убиства његових родитеља.
Годинама касније, Брус се враћа у Готам Сити са Универзитета Принстон у намери да убије Џоа Чила кога пуштају из затвора у замену за сведочење против мафијаша Kармајна Фалконеа. Пре него што је успео ишта да учини, жена прерушена у новинарку убија Чила за Фалконеа. Брус својој пријатељици из детињства Рејчел Дос открива свој план, а она му говори како јој се гади његово неповерење у правду. Брус се сукобљава са Фалконеом који му каже како не обраћа пажњу на природу злочина. Вејн након тога одлучује да пропутује свет како би схватио криминални ум. Након готово седам година, бива затворен у бутански затвор због крађе где упознаје Хенрија Дукарда. Дукард позива Вејна да се придружи елитној осветничкој групи, Лиги сенки, коју предводи Ра'с ал Гул. Брус бива ослобођен и отпутује на врх планине како би започео обуку у Лиги. Током обуке савладава свој срах од шишмиша. Након што му је наређено да убије криминалца и након што је сазнао за Ра'сову намеру да уништи Готам Сити, Брус одбија и бежи запаливши палату Лиге, убивши притом и Ра'са. Брус спашава онесвешћеног Дукарда од смртоносног пада и оставља га у селу.
Брус се враћа у Готам Сити којим управља Фалконе и почиње властити рат против градског корумпираног система. Тражи помоћ од Рејчел, која је постала заменица окружног тужитеља, и полицијског наредника Џима Гордона, који га је утешио након смрти његових родитеља. Након што је успоставио везе у Вејн Ентерпрајзу (који сада води Вилијам Ерл) Брус, уз помоћ бившег члана управног одбора Лушуса Фокса, узима прототип оклопног аутомобила и експериментални оклопљени костим. У својој првој ноћи, спречава превоз пошиљке дроге и оставља Фалконеа завезаног за рефлектор, створивши тако привремени Бет-сигнал. Спречава и атентат на Рејчел, оставивши јој доказе против судије кога потплаћује Фалконе. Док је истраживао дрогу у пошиљци, Бетмена изненади психофармаколог др Џонатан Kрејн који му у лице дуне јак халуциноген. Брусов батлер Алфред Пениворт га спашава искористивши против-отров који је развио Фокс како би га спасао. Kрејн касније отрује и Рејчел након што јој је показао како отров пуштају у водоводни систем града. Бетмен је спашава и нападне Kрејна властитим отровом. Након што је полиција стигла у Аркам како би ухватила Kрејна, Бетмен бежи са Рејчел у Бетмобилу. Након што јој је дао против-отров, даје јој две бочице за Гордона - један за њега и један за масовну производњу.
Kасније, на Вејновом имању, на Брусову рођенданску забаву упада група нинџи из Лиге сенки предвођених Дукардом који открива да је он сам Ра'с ал Гул и да је човек кога је убио његов мамац. Ра'с, који је цело време у контакту са Kрејном, планира да уништити Готам, дистрибуирајући отров кроз водоводне цеви и касније је претворити у пару помоћу микроталасног одашиљача украденог из Вејн Ентерпрајза. Брус тера своје госте вређајући их глумећи да је пијан, па се накратко потуче са Ра'сом док му чланови Лиге запале имање. Вејн бежи задњег тренутка уз Алфредову помоћ. Бетмен стиже у део Готама, Нароус како би помогао полицији у борби против психотичних криминалаца, укључујући Kрејна који сада сам себе зове „Страшило”, којег је Лига ослободила. Рејчел налети на Kрејна, али га отера омамљивачем. Kад ју је спасио, Бетмен јој открива свој идентитет и оставља Гордону контролу над Бетмобилом како би спречио надземни воз да пренесе оружје у средишњи део водоводног система. Бетмен се обрачунава са Ра'сом на возу и бежи пре него што је Гордон дигао у ваздух железницу којом путује воз, оставивши Ра'са да погине у великој експлозији.
Након битке Бетмен постаје јавни јунак. Брус преузима контролу над Вејн Ентерпрајзом и постави Фокса за новог председника управе, отпустивши Ерла. Али не успева да придобије Рејчел која се не може помирити са његовим двоструким идентитетом. Новоименовани поручник Гордон открива Бет-сигнал за Бетмена. Гордон спомене како ће имати пуне рука посла у хватању психопата које је Ра'с пустио из Аркама, а посебно нагласи криминалца који „воли театрални приступ” и оставља карте са ликом Џокера на свим местима злочина. Бетмен обећава да ће то истражити и нестаје.

## Улоге
| Глумац          | Улога                      |
| --------------- | -------------------------- |
| Кристијан Бејл  | Брус Вејн / Бетмен         |
| Мајкл Кејн      | Алфред Пениворт            |
| Лијам Нисон     | Хенри Дукард / Ра'с Ал Гул |
| Кејти Холмс     | Рејчел Дос                 |
| Гари Олдман     | Џејмс Гордон               |
| Морган Фриман   | Лушус Фокс                 |
| Килијан Мерфи   | Џонатан Крејн / Страшило   |
| Том Вилкинсон   | Кармајн Фалконе            |
| Рутгер Хауер    | Бил Ерл                    |
| Кен Ватанабе    | лажни Ра'с Ал Гул          |
| Марк Бун млађи  | Флас                       |
| Ричард Брејк    | Џо Чил                     |
| Лајнус Роуч     | Томас Вејн                 |
| Лари Холден     | Финч                       |
| Џерард Мерфи    | Џиудис Фејден              |
| Колин Макфарлан | Џилијан Б. Лоуб            |
| Сара Стјуарт    | Марта Вејн                 |
| Гас Луис        | Брус Вејн са 8 година      |
| Раде Шербеџија  | бескућник                  |

## Продукција

### Развој
Ворнер брос је у јануару 2003. ангажовао режисера Кристофера Нолана како би режирао неименовани филм о Бетмену, а Дејвид С. Гојер је два месеца касније потписао уговор за сценарио. Нолан је изјавио како му је намера да обнови филмску франшизу о Бетмену „користећи премису о пореклу лика, што је прича која никад досад није била испричана”. Додао је како ће основа филма бити хуманост и реализам, а „Бетменов свет сурова реалност. Биће препознатљив, савремена стварност уз успон изванредне херојске фигуре.” Гојер је рекао како је циљ филма да се публика поистовети и са Бетменом и Брусом Вејном. Нолан је сматрао како су претходни филмови били стилске вежбе, а не драма, док је своју инспирацију описао у облику филма Супермен (1978) који је режирао Ричард Донер и који нагласак ставља на успон главног јунака. Слично као и у том филму, Нолан је хтео звездану поставу у споредним улогама како би филму дао осећај спектакла, а причи веродостојност.
Ноланова полазна точка била је кратка прча Бетмен: Човек који пада, која говори о Брусовом путовању око света. Рана сцена у филму у којој Брус пада у бунар адаптирана је из те приче. Гојера је инспирисао стрип Бетмен: Дуга Ноћ вештица, аутора Џефа Лоуба и илустратора Тима Сејла, а лик негативца Кармајна Фалконеа био је један од многих елемената из озбиљног приступа тог стрипа. Сценаристи су размишљали да у филм убаце и Харвија Дента, али су га заменили ликом Рејчел Дос. Kао утицај је послужио и наставак споменутог стрипа, Бетмен: Мрачна победа. Дента је касније глумио Арон Екхарт у наставку Мрачни Витез. Гојер је искористио вишегодишњу одсутност Бруса Вејна приказану у стрипу Бетмен: Година прва како би осмислио неке касније догађаје из филма. Осим тога, наредник Џејмс Гордон из филма је био темељен на стрип верзији из издања Година прва. Сценаристи су искористили и заплет Френка Милера из овог стрипа о корумпираној полицији која је довела до Гордона и потребе за Бетменом.

### Снимање
Kао што је то био случај и са његовим осталим филмовима, Нолан је одбио помоћну екипу како би своју визију одржао консистентном. Снимање је започело у марту 2004. на леднику Ватнајекидл на Исланду (у филму приказан као Бутан). Екипа је изградила село и предња врата Ра'совог храма, као и околно подручје. Време је било проблематично, са ударима ветра од 121 km/h, кишом и недостатком снега. Сниматељ Воли Пфистер је планирао да снима камером на крану, али је све морао да уради камером из руке.
Тражећи инспирацију из Супермена и других блокастера из касних седамдесетих и раних осамдесетих, Нолан је већину продукције темељио у Енглеској, посебно у студијима Шепертон. Тамо је изграђена Бет-пећина, а мере су јој биле 76 метара дужине, 37 метара ширине и 12 метара висине. Сценограф Нејтан Кроули је инсталирао дванаест пумпи како би створио водопад са 55.000 литара воде и саградио је стене користећи земљу из правих пећина. Ворнер брос је у априлу 2004. закупио ваздухопловни хангар у Кардингтону у округу Бедфордшир. Овде су сетови Нароуса и једнотрачне пруге заузели простор од 270 метара.
Замак Ментмор је изабран у конкуренцији од двадесет различитих локација за имање Вејнових, будући да су се Нолану и Кроулију свидели бели подови који су одавали дојам имања у стилу споменика Вејнових родитеља. Грађевина која је требало да представља менталну болницу Аркам била је Национални институт за медицинска истраживања у Мил Хилу, северозападно од Лондона. Лондонски универзитетски колеџ послужило је за судске просторије. Неке сцене, укључујући потеру Бетмобилом, снимљене су у Чикагу на локацијама као што су Лоуер Вакер Драјв и Ист Вакер 35. Власти су пристале да подигну Мост Френклин Стрит за сцену у којој бива прекинут прилаз Нароусу.
Упркос мрачном изгледу филма, Нолан је хтео да учини филм прикладним разним узрастима. Изјавио је: „Не најмлађој деци, наравно, мислим да је оно што смо направили мало прежестоко за њих, али нисам хтео да искључим узрасте од 10 до 12 година, јер бих као дете волео да погледам овакав филм.” Због тога није снимљено ништа крваво.

### Дизајн
Нолану је као извор инспирације послужио научнофантастични филм Истребљивач (1982). Приказао га је сниматељу Волију Пфистеру и још двојици како би им показао приступ и стил који је хтео да постигне за филм. Нолан је свет из филма описао речима, „то је занимљива лекција о техници искоришћавања и приказивања веродостојног света за који се чини како нема граница”.
Нолан је изглед Готам Ситија договарао са сценографом Нејтаном Кроулијем. Кроули је изградио модел града који је заузео Ноланову гаражу. Кроули и Нолан су га осмислили као велики, модерни мегалополис који ће одражавати разна раздобља архитектуре кроз која је град прошао. Узети су елементи Њујорка, Чикага и Токија; последњи због надземне железнице и једнопружне железнице. Нароус је настао на темељу сиромашне (данас срушене) четврти Коулун у Хонгконгу.

### Специјални ефекти
Нолан је преферирао традиционалне каскадерске сцене наспрам дигиталне технологије. Макете су коришћене како би се приказали Нароус и храм Ра'с ал Гула. Међутим, било је кадрова снимљених сложеном дигиталном технологијом који су заправо били низ разних слика. Примери овога су панорама Готам Ситија, екстеријерни кадрови Вејн Торња и неки екстеријерни кадрови једнопружне железнице.
Шишмиши су у потпуности били дело дигиталне технологије, након што је дошло до закључка како би употреба правих шишмиша била проблематична. Мртви шишмиши су били скенирани како би се израдили дигитални модели.

### Музика
Музику за филм компоновали су Ханс Цимер и Џејмс Њутон Хауард. Нолан је првобитно позвао само Цимера да компонује музику, а Цимер га је замолио да позове и Хауарда, будући да су увек планирали сарадњу. Њих двојица су написали различите теме за „подвојену личност” Бруса Вејна и његов алтер его, Бетмена. Цимер и Хауард су почели да раде у Лос Анђелесу, а касније су се преселили у Лондон где су остали две недеље како би довршили већину посла. Цимер и Хауард су црпели музичку инспирацију посећујући филмске сетове.
Цимер је хтео да избегне писање већ готове музике, па је аранжман постао спој оркестралне и електроничке музике. Оркестар од 90 чланова који је изводио музику био је састављен од разних лондонских оркестара, а Цимер је одлучио да користи већи број чела од оног уобичајеног. Додао је и дечачки сопран за музику из сцена у којој се приказују трагичне успомене на Брусове родитеље. Бетмену је хтео да дода и хуману димензију будући да је његово понашање често „психотично”. Два композитора су допринели са два сата и двадесет минута музике за филм. Цимер је осмислио акционе секвенце, а Хауард се фокусирао на драмски део.

## Пријем

### Зарада
Филм је почео да се приказује 15. јуна 2005. у Сједињеним Државама и Канади у 3.858 биоскопа. Убрзо се нашао на врху по заради током првог викенда, зарадивши 48.745.440 долара. Зарада у првих пет дана износила је 72,9 милиона долара чиме је претекао филм Бетмен заувек (1995) као најуспешнији у франшизи. Анкетирани гледаоци оценили су филм оценом А, а према студијским извештајима, Бетмен почиње је сматран најбољим од свих филмова о Бетмену. 57% публике је било мушког пола, а од свих укупно 54% су били старији од 25 година.
Филм је задржао прво место и након другог викенда уз зараду од 27.589.389 долара, што је био пад од 43%. Укупна зарада је на крају износила 371.853.783 долара. Зарадио је још 1,6 милиона долара током поновних приказивања 2012. године. Просечно је по биоскопу зарадио 12.634 долара током премијерног викенда. Објављен је у више биоскопа, али је продао мање карата од осталих филмова о Бетмену, уз изузетак филма Бетмен и Робин (1997). Био је осми најуспешнији филм 2005. године у Америци.

### Критике
Према 250 рецензија на сајту Ротен томејтоз, Бетмен почиње има рејтинг од 84%. На Метакритику је укупна оцена 70% на темељу 41 рецензије.
Џејмс Бернардинели је хвалио Ноланов и Гојеров рад који је објаснио „ко је Бетмен и шта га мотивише”, нешто што је према њему недостајало филму Тима Бертона; у исто време, Бернардинели је написао како романтични аспект између Бејла и Холмсове није функционисао због мањка хемије коју су делили Кристофер Рив и Марго Kидер (Супермен) или Тоби Магвајер и Kирстен Данст (Спајдермен).
Kенет Туран из Лос Анђелес тајмса, који је сматрао како да је филм почео споро, рекао је да су „прича, психологија и реалистичност, не специјални ефекти”, помогли мрачном угођају иза Бетменовог арсенала; нагласио је да Нисон и Холмсова, за разлику од Бајлове способности да „осети своју улогу до кости”, нису дорасли својим ликовима „у смислу да су архетипи стварних особа и оних из стрипова”. Дејвид Денби из Њујоркера није делио Бернардинелијево и Тураново мишљење. Није био импресиониран филмом након што га је упоредио са прва два Бертонова остварења и додао је како је појава Кристијана Бејла укочена „млаком ревношћу сценарија”, врхунац филма био је „клишејизиран и неузбудљив” и да Нолан прибегава имитирању свега лажног што користе други редитељи при снимању акционих секвенци.
Мајкл Вилминготн из Чикаго трибјуна је сматрао како су Нолан и Милер успели да „конформистички искомбинују драму и мотиве освете са јефтиним триковима и алузијама на стрипове”. Стрип сценариста и уредник Денис О’Нил је изјавио како је сматрао „да су продуценти уистину разумели лик којег су преводили”, навевши филм као најбољи од филмова о Бетмену. Супротно томе, Џ. Р. Џоунс из Чикаго ридера је критиковао сценарио, као и Нолана и Гојера што се нису уживели у „истраживање Бетменове поремећене психе”. Роџер Иберт, који је претходним филмовима оставио подељене рецензије, овај пут је написао „ово је филм о Бетмену какав сам чекао; тачније, ово је филм за који нисам био свестан да сам га чекао”. Давши му четири од четири звездице, коментарисао је реалистичне приказе Бетменовог костима, Бет-пећине, Бетмобила и Бет-сигнала, као и фокус на „причу и лик” са мање усмерености на „хај-тек акцију”.
Kао и Бернардинели, Мајк Кларк из новина Ју-Ес-Еј тудеј је сматрао како је Бејл одиграо Бетмена једнако добро као и Патрика Бејтмана у филму Амерички психо, али веза између Бруса Вејна и Рејчел Дос је била „фрустрирајуће неразвијена”. Критичар Kајл Смит је изјавио како је Бејл приказао „и напаст и лукавост какву је показао у бриљантној улози у Америчком психу” и да филм функционише тако добро због реализма: „Бетмен почиње да открива сваки слој криминала у Готаму само како би открио болесније и монструозније зло испод, а његов покварени град подсећа на Њујорк са почетка деведесетих кад су криминалци чинили по пет убистава дневно; Њујорк у филму Серпико, кад су полицајци били за продају; и данас, кад психопате покушавају да нас убију све одједном, а не једног по једног.” Стефани Закарек са сајта Salon.com је написала како Нолан није донео емоционалну дубину која се очекивала од „једног од најосећајнијих и најизмученијих суперјунака уопште”; сматрала је како се Бејл, за разлику од Мајкла Китона са којим га је упоредила, није успео повезати са публиком испод маске, али да Гари Олдман успева у „емоционалној комплексности” тамо где то филму не успева. Међутим, Тим Бертон је био мишљења како је Нолан „ухватио прави дух онога што се данас очекује од оваквих филмова. Kад сам снимао Бетмена пре двадесет година, 1988. или тако нешто, било је то другачије време што се тиче филмова према стриповима. Нисте још могли продрети у тамну страну стрипа. Последњих пар година је то постало прихватљиво, а Нолан сасвим сигурно зна о чему говоре стрипови о Бетмену.”

### Награде
Воли Пфистер био је номинован за Оскара за најбољу фотографију. Била је то једина номинација за Оскара. Филм је номинован за три награде БАФТА. Само неколико месеци након премијере филма, Бетмен почиње је изабран за 36. најбољи филм свих времена од стране читаоца часописа Емпајер. Америчко друштво композитора, писаца и издавача 2006. је наградило Џејмса Њутона Хауарда, Ханса Цимера и Рамина Џавадија наградом АСЦАП за музику. Филм је касније освојио три Награде Сатурн: најбољи фантастични филм, најбољи глумац за Бејла и најбољи сценарио за Нолана и Гојера. Кристијан Бејл је освојио МТВ награду за најбољег јунака. Међутим, глума Кејти Холмс није добро примљена, па је она номинована за Златну малину за најгору споредну глумицу. Филм је освојио и награду за најбољи филм Тотал Филма, иако су за њега гласали највише обожаваоци.

### Кућна издања
ДВД издање филма објављено је 18. октобра 2005. на једноструком и двоструком луксузном издању. Осим филма, специјално издање је садржавало кратке филмове и друге бонус материјале. У издању су се нашле и мала брошура, прва прича о Бетмену Детектив комикса бр. 27, као и Бетмен: Човек који пада, као и извод из стрипа Бетмен: Дуга Ноћ вештица. Филм је био на првом месту по продаји у Америци и изнајмљивању у видеотекама у октобру 2005, поставши најпродаванији ДВД у четвртом кварталу те године. ДВД је изнајмљивањем зарадио 11,36 милиона долара.
Филм је 10. октобра 2006. објављен на ХД ДВД-у. Поклон сет у ограниченом издању филма објављен је на ДВД-у и Блу-реју 8. јула 2008, како би се подударио са премијером Мрачног Витеза 18. јула 2008. године. Међутим, због огромног успеха Мрачног Витеза, ДВД издање је подбацило и у продаји и у изнајмљивању.

## Утицај
Шон Адлер са МТВ-а је изјавио како је Бетмен почиње покренуо тренд мрачнијих филмова који су се враћали на почетак неког серијала или су обнављали неку франшизу. Навео је примере филмова као што су Казино Ројал, Робокап, Црвена Соња и Хи-Мен. Неки од редитеља, сценариста и продуцената који су споменули филм како би описали своје пројекте били су: Џон Фавро (Ајронмен), Едвард Нортон (Невероватни Хулк), 	Џозеф Макгинти Никол (Терминатор: Спасење), Дејмон Линделоф (Звездане стазе), Лоренцо ди Бонавентура (Џи Ај Џо: Успон Кобре), као и Хју Џекман (Икс-мен почеци: Вулверин).

## Теме
Стрип сценариста и илустратор Дени Фингерот изјавио је како је снажна тема у филму Брусова потрага за очинском фигуром, рекавши „Алфред је добар отац на којег се Брус може ослонити. Брусов прави отац је умро пре него што су могли да успоставе зрели однос, а Хенри Дукард је крут и захтеван, поучан и изазован, али не и очинска фигура која саосећа. Ако је Брус ичији син, онда је Алфредов. Лушус Фокс је хладан и миран, још један ослонац у Брусовом животу.” Професор енглеског, Марк Фишер, са Универзитета на Флориди изјавио је да Брусова потрага за правдом од њега захтева да учи од праве очинске фигуре, а Томас Вејн и Ра'с ал Гул су два супротна екстремума. Алфред представља мајчинску фигуру безусловне љубави, упркос мањку фокуса на фигуру мајке у Брусовом животу.
Фингерот тврди како је једна од главних тема филма страх, што подупире причу о Брусу Вејну који постаје јунак. Редитељ Кристофер Нолан је изјавио како је идеја филма била „особа која ће се суочити са својим најдубљим страхом и покушати бити то исто”. Фингерот се осврнуо на овај опис филма речима „човек са страхом − али који се уздиже изнад њега”. Тема страха надаље је персонифицирана избором антагонисте, Страшила. Филм приказује како страх може утицати на сва бића без обзира на величину. Алузије на страх могу се видети током целог филма, од Брусовог суочавања са својим демонима, преко преображаја у Бетмена, до Страшила и његовог смртоносног отрова. Стравичне, изобличене приказе подстакнуте удисањем отрова такође изражавају идеју ужаса до крајњих граница.